# Мурленд (Індіана)
Мурленд (англ. Mooreland) — місто (англ. town) в США, в окрузі Генрі штату Індіана. Населення — 335 осіб (2020).

## Географія
Мурленд розташований за координатами 39°59′51″ пн. ш. 85°15′5″ зх. д. / 39.99750° пн. ш. 85.25139° зх. д. (39.997404, -85.251346).  За даними Бюро перепису населення США в 2010 році місто мало площу 0,37 км², уся площа — суходіл.

## Демографія
Згідно з переписом 2010 року, у місті мешкало 375 осіб у 145 домогосподарствах у складі 108 родин. Густота населення становила 1007 осіб/км².  Було 169 помешкань (454/км²).
Расовий склад населення:
| - 97,3 % — білих |

До двох чи більше рас належало 2,7 %. Частка іспаномовних становила 1,6 % від усіх жителів.
За віковим діапазоном населення розподілялося таким чином: 29,6 % — особи молодші 18 років, 61,1 % — особи у віці 18—64 років, 9,3 % — особи у віці 65 років та старші. Медіана віку мешканця становила 37,4 року. На 100 осіб жіночої статі у місті припадало 82,0 чоловіків;  на 100 жінок у віці від 18 років та старших — 87,2 чоловіків також старших 18 років.
Середній дохід на одне домашнє господарство  становив 46 600 доларів США (медіана — 32 250), а середній дохід на одну сім'ю — 44 565 доларів (медіана — 37 813). За межею бідності перебувало 25,7 % осіб, у тому числі 48,8 % дітей у віці до 18 років та 9,5 % осіб у віці 65 років та старших.
Цивільне працевлаштоване населення становило 106 осіб. Основні галузі зайнятості: освіта, охорона здоров'я та соціальна допомога — 24,5 %, роздрібна торгівля — 16,0 %, виробництво — 15,1 %.